# 加龙河畔让萨克
加龍河畔让萨克（法語：Gensac-sur-Garonne，法語發音：[ʒɑ̃sak syʁ ɡaʁɔn]）是法国上加龙省的一个市镇，属于米雷区。

## 地理
加龙河畔让萨克（43°13'3"N, 1°7'52"E）面积10.14 平方千米，位于法国奧克西塔尼大區上加龙省，该省份为法国西南部内陆省份，西南端与西班牙接壤，自此顺时针与上比利牛斯省、热尔省、塔恩-加龙省、塔恩省、奥德省和阿列日省接壤。
与加龙河畔让萨克接壤的市镇（或旧市镇、城区）包括：加龙河畔圣于连、卡泽尔、古特韦尔尼斯、里约沃尔韦斯特、圣克里斯托。

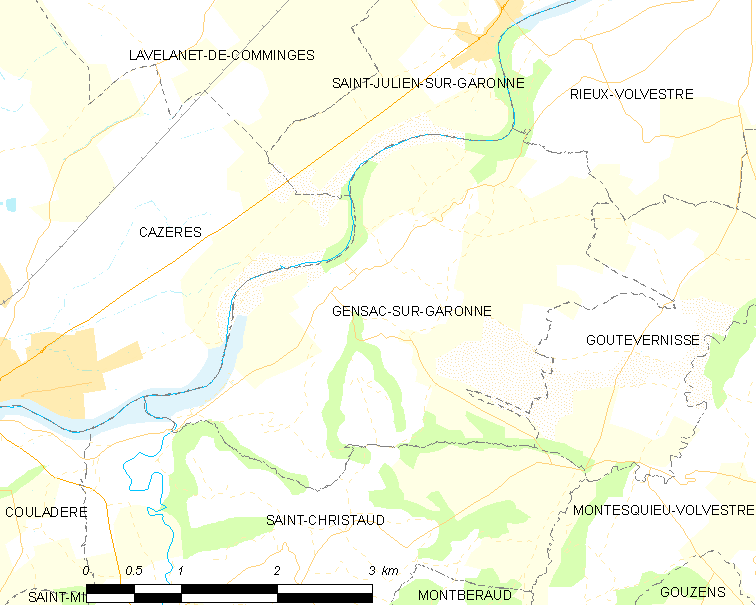
加龙河畔让萨克的OSM定位图

加龙河畔让萨克的时区为UTC+01:00、UTC+02:00（夏令时）。

## 行政
加龙河畔让萨克的邮政编码为31310，INSEE市镇编码为31219。

## 政治
加龙河畔让萨克所属的省级选区为欧特里沃县。

## 人口

1962-2008年间加龙河畔让萨克人口变化图示

加龙河畔让萨克于2022年1月1日时的人口数量为452人。